# Comuna Topolog, Tulcea
Topolog este o comună în județul Tulcea, Dobrogea, România, formată din satele Calfa, Cerbu, Făgărașu Nou, Luminița, Măgurele, Sâmbăta Nouă și Topolog (reședința).

## Așezare geografică
Comuna Topolog este situată în partea de sud-vest a județului Tulcea, fiind delimitată de următoarele teritorii comunale:
- la nord, teritoriul administrativ al comunei Dorobanțu și al comunei Ciucurova;
- la vest, teritoriul administrativ al comunei Ostrov și al comunei Dăeni;
- la sud, teritoriul administrativ al comunei Casimcea și al comunei Dăeni;
- la est, teritoriul administrativ al comunei Ciucurova;
- pe direcția nord-sud este străbătută de DN22A Tulcea - Hârșova;
- distanța față de Tulcea este de 56 km.

Satele componente ale comunei sunt :)
- Topolog, reședință de comună;
- Sâmbăta Nouă, situat la 4 km față de reședința de comună;
- Cerbu, situat la 8 km față de reședința de comună;
- Calfa, situat la 7 km față de reședința de comună;
- Făgărașu Nou, situat la 7 km față de reședința de comună;
- Măgurele, situat la 17 km față de reședința de comună;
- Luminița, situat la 5 km față de reședința de comună.

Suprafața administrativă a comunei este de 19.829,90 ha.

## Demografie
Componența etnică a comunei Topolog
     Români (91,16%)
     Alte etnii (0,05%)
     Necunoscută (8,79%)
Componența confesională a comunei Topolog
     Ortodocși (90,75%)
     Alte religii (0,08%)
     Necunoscută (9,17%)
Conform recensământului efectuat în 2021, populația comunei Topolog se ridică la 3.958 de locuitori, în scădere față de recensământul anterior din 2011, când fuseseră înregistrați 4.698 de locuitori. Majoritatea locuitorilor sunt români (91,16%), iar pentru 8,79% nu se cunoaște apartenența etnică. Din punct de vedere confesional, majoritatea locuitorilor sunt ortodocși (90,75%), iar pentru 9,17% nu se cunoaște apartenența confesională.

## Politică și administrație
Comuna Topolog este administrată de un primar și un consiliu local compus din 13 consilieri. Primarul, Marian-Laurențiu Ciobanu[*],  politician independent, este în funcție din octombrie 2020. Începând cu alegerile locale din 2024, consiliul local are următoarea componență pe partide politice:
|  | Partid                          | Consilieri | Componența Consiliului | Componența Consiliului | Componența Consiliului | Componența Consiliului | Componența Consiliului | Componența Consiliului | Componența Consiliului |
|  | ------------------------------- | ---------- | ---------------------- | ---------------------- | ---------------------- | ---------------------- | ---------------------- | ---------------------- | ---------------------- |
|  | Partidul Social Democrat        | 7          |                        |                        |                        |                        |                        |                        |                        |
|  | Partidul Național Liberal       | 3          |                        |                        |                        |                        |                        |                        |                        |
|  | Alianța pentru Unirea Românilor | 2          |                        |                        |                        |                        |                        |                        |                        |
|  | Uniunea Salvați România         | 1          |                        |                        |                        |                        |                        |                        |                        |

## Personalități marcante
- Gabriel Fătu, actor
- Paul Bran, profesor universitar doctor
- Vasile Florescu, profesor universitar doctor
- Alexandru Negrea, profesor universitar doctor
- Darie Tudor, profesor universitar doctor inginer